# فالي دي سيدانو
بلدية فالي دي سيدانو (بالإسبانية: Valle de Sedano)‏, هي إحدى بلديات مقاطعة برغش, التي تقع في منطقة قشتالة وليون, والتي تقع في شمال غرب إسبانيا.
يبلغ عدد سكانها 537 نسمة وفقاً لإحصائية سنة (2002).